# Czerwone Skały (Góry Krucze)
Czerwone Skały – grupa pojedynczych porfirowych skałek w Górach Kruczych, w Sudetach Środkowych, w woj. dolnośląskim.
Czerwone Skały położone są ok. 3 km na południe od centrum Lubawki na zachodnim stoku między Polską Górą (792 m n.p.m.) a Sępią Górą (740 m n.p.m.) wzdłuż granicy państwowej z Czechami.
Jest to grupa pojedynczych porfirowych skałek o charakterystycznym czerwonym zabarwieniu, które zostały wyciśnięte spod starych zmetamorfizowanych formacji skał osadowych i poddane przez wiele lat działaniom erozji.

## Turystyka
Zboczem gór u podnóża Czerwonych Skał przechodzi szlak turystyczny:
 – zielony fragment Szlaku Granicznego z Mieroszowskich Ścian do Przełęczy Okraj. Na zachodnim zboczu góry na szlaku punkt widokowy z panoramą na Kralveckie Sedlo i Bramę Lubawską.